# John C. Gray
John Cowper Gray (* 1783 im Southampton County, Virginia; † 18. Mai 1823) war ein US-amerikanischer Politiker. In den Jahren 1820 und 1821 vertrat er den Bundesstaat Virginia im US-Repräsentantenhaus.

## Werdegang
Über John Gray sind nicht viele Informationen überliefert. Weder sein genauer Geburtsort noch sein Geburtsdatum sind bekannt. Auch über sein Leben jenseits der Politik gibt es keine Hinweise. Er erhielt eine akademische Ausbildung. Politisch wurde er Mitglied der von Thomas Jefferson gegründeten Demokratisch-Republikanischen Partei. Zwischen 1804 und 1806 sowie nochmals von 1821 bis 1823 saß er im Abgeordnetenhaus von Virginia.
Nach dem Rücktritt des Abgeordneten James Johnson wurde Gray bei der fälligen Nachwahl für den 20. Sitz von Virginia als dessen Nachfolger in das US-Repräsentantenhaus in Washington, D.C. gewählt, wo er am 28. August 1820 sein neues Mandat antrat. Da er bei den regulären Kongresswahlen des Jahres 1820 nicht bestätigt wurde, konnte er bis zum 3. März 1821 nur die laufende Legislaturperiode im Kongress beenden.
Auch über seine Tätigkeiten nach seinem Ausscheiden aus dem US-Repräsentantenhaus ist nichts überliefert. Es wird ohne Ortsangabe vermerkt, dass er am 18. März 1823 starb.